# Thelma (film fra 1922)
Thelma er en amerikansk stumfilm fra 1922 af Chester Bennett.

## Medvirkende
- Jane Novak som Thelma Guildmar
- Barbara Tennant som Britta
- Gordon Mullen som Lovissa
- Bert Sprotte som Olaf Guildmar
- Vernon Steele som Sir Phillip Errington
- Peter Burke som Lorimer
- Jack Rollens som Sigurd